# Casier
Casier är en ort och kommun i provinsen Treviso i regionen Veneto i Italien. Kommunen hade 11 301 invånare (2018).